# خوان مانويل فيلالبا
خوان مانويل فيلالبا (بالإسبانية: Juan Manuel Villalba)‏ هو لاعب كرة قدم باراغواياني في مركز الدفاع، ولد في 1954. شارك مع منتخب باراغواي لكرة القدم. أما مع النوادي، فقد لعب مع نادي ليبرتاد.

## وصلات خارجية
- خوان مانويل فيلالبا على موقع ناشيونال فوتبول تيمز (الإنجليزية)